# تخت شة بايين (حسينية انديمشك)
تخت شة بایین (بالفارسية: تخت‌شه پایین) هي قرية تقع في إيران في Hoseyniyeh Rural District. يقدر عدد سكانها بـ 25 نسمة .